# AKAI EWIシリーズ

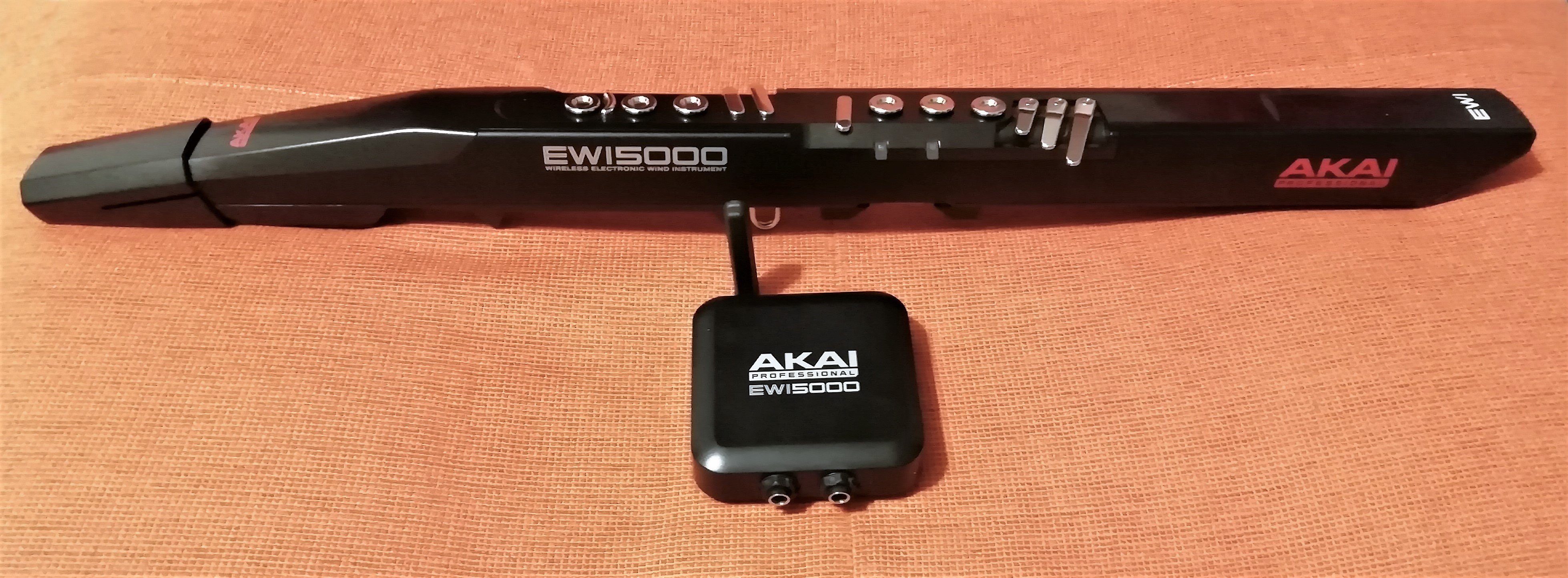
EWI5000

EWIシリーズ（アカイ・イーウィ・シリーズ）はAKAI professionalのウインドシンセサイザーの型番・商品名。ヤマハ・WXシリーズと並んで、ウインドシンセサイザーの代名詞的に用いられていた。
ナイル・スタイナーが製作したスタイナーホーン（トランペットタイプのウィンドシンセサイザーで、EVI1000の原型）であり、独特のコントロール体系を持っていたため人気を博した。その優れた表現力に木管楽器奏者が注目、木管楽器タイプのコントローラーの製作をスタイナーに依頼し、完成させたものがEWI1000の原型である。当初は完全ハンドメイド。
だが人気が出たため生産が追いつかなくなり、AKAIがライセンスを買取り、EWI1000として製品化した。
マイケル・ブレッカーや伊東たけしも開発に携わった。
T-SQUAREの歴代サクソフォーン奏者（伊東たけし、本田雅人、宮崎隆睦）が使用していることで知られている。

## 概要
木管楽器とほぼ同じ奏法で演奏できるウインドシンセサイザーである。マウスピース内部の感圧センサーで息の量とマウスピースを噛む力を測定し、シンセサイザーをコントロールする。音階を操作するキーにメカニカルスイッチではなくタッチセンサーを使用していることも特徴の一つ。
EWI30x0系までの旧機種は木管楽器型のコントローラーで専用の音源ユニットを操作する形だったが、EWI4000s以降の機種はコントローラーに音源が内蔵された一体型が主流となっている。
コントローラーの運指はサックスに準じたEWI独自の方式だが、EWI4000s以降の機種はフルートやオーボエなどに準じた運指が選択できる他、EVIの運指も選択できるようになっている。

## モデル一覧

### EWI1000/EWV2000
1987年発売。
コントローラーのEWI1000はキーの付いた金属製の細長い直方体の箱に吹き口を取って付けたようなデザインで、息が抜けなかった。
音源のEWV2000はラックマウントタイプのアナログシンセサイザーで、トランペット型のEVI（イーヴィ）でも使用された。

### EWI3000/EWI3000m
1990年発売。
コントローラーのEWI3000はスマートなデザインとなり、ポルタメントスイッチがアースプレートの隣からオクターブローラーの隣に移動した。また、本体の底面から息が抜けるように改良された。
音源であるEWI3000mは完全2系統のアナログシンセサイザーで、形態は平置き型。

### X335i
ヘッドセットタイプのブレスセンサー。EWIシリーズの音源に接続し、MIDIキーボードなどで音程を指定しつつ、管楽器のようなニュアンスを演奏に付与できる。

### EWI3020/EWI3020m/EWI3030m
1994年発売。
コントローラーはEWI3000と形態は変わらないが、色が違い、またケーブルのクランプ部分がケーブルへのストレスを与えにくく改良されている。
EWI3020mがアナログ音源、EWI3030mがPCM音源。形態はラックマウントタイプに戻された。
コントローラーが小さく取り回しが良い、3020mのアナログ発振の音色が良い等発売から20年以上経った現在でも根強い人気があるが、独自規格のケーブルが断線してコントローラーが使えなくなったり、本体のバックアップ用電池が切れる（交換は可能）等の理由でセットで使用できる個体が年々減少している。

### EWI4000s
2006年発売。
EWIシリーズ初の乾電池駆動・音源内蔵モデル。アースプレートがポルタメントスイッチの反対側にも追加された。音色調整以外のコントロール部分は本体に集約されている。またMIDI OUT端子に外部音源を接続することでコントローラー本体から直接MIDI機器を操作できる。
内蔵された音源は従来のアナログシンセサイザーではなく、DSPによるアナログモデリング音源。プリセットとしてあらかじめ100音色（重複があるため、実際には80音色）が内蔵されているが、付属のエディタソフトを使ってPC上にて音色を作成し、保存することが可能となっている。音源を搭載したことでLINE OUT端子にスピーカーを繋くだけで演奏が可能。市販のワイヤレスシステムを用いればケーブルレス化もできる。
発売発表を前後して発生した出来事のため、同じEWI4000sでもファーストロット・セカンドロットでは外観が一部変更されている。ファーストロットEWI4000sは50本作成されたが販売店の総本山とも言うべき店舗がファーストロットEWI4000sをあえて取り扱わなかったため一般にはファーストロットEWI4000sの存在はあまり知られていない。ファーストロットはヘアライン仕上げ（むしろ鏡面に近い）、セカンドロット以降はサンドブラスト仕上げとなっている。生産コスト及び手入れのし易さでサンドブラスト仕上げとなったと推定される。
リリース以降の変遷
- 発売後OSのバージョンが随時更新され改良が進んでいる。現在はVer2.4。
- 2006年12月リリースのOS Ver 2.3にて、従来のEWI式、EVI式の運指モードの他にサキソフォン式の運指が追加された[4][5]。
- 2008年11月リリースのOS Ver 2.4にて、フルート式、オーボエ式の運指モードが追加された[4]。
- 2013年、外装を白に変更したEWI4000swが発売された。
- 2018年、EWI4000swの音源に新規音源を追加した「EWI4000s 追加音源版」が発売された。追加音源は旧4000ユーザーのために音源データとプリセットリストが公式サイトでもダウンロードが可能。このリリースを以ってEWI4000swは販売終了となった。
- 2020年3月31日をもって、部品調達等の都合により、生産・販売を完了。

### EWI USB
2008年発売。
USBケーブルでパソコンに繋いで使用するウィンド・コントローラー。音源は内蔵されていない。製品にはGarritan社製サウンドプレイヤー「ARIA（アリア）」が付属。運指モードはEWI式、EVI式、サキソフォン式、フルート式、オーボエ式から選択し演奏可能（ARIAからモード切替）。従来のEWIにはあったポルタメントスイッチは省かれている（ARIAからの設定により、他のスイッチにポルタメント機能を割り当てることが可能であり、ポルタメントの機能が省かれているわけではない）。
また、従来は8オクターブの音域を操作できたのに対し、このモデルでは5オクターブの音域までと、操作できる音域が狭くなっている。
価格は歴代EWIの中で最も安価。
USB接続ということで誤解されがちだが、実質はUSBで規定されているMIDIデバイスクラスを用いたMIDIコントローラーで、本体の設定以外はARIAがなくても使用可能。

### EWI5000
2014年7月29日発売。
EWIシリーズ初のワイヤレスモデル。EWI4000sとは異なり、サックス・フルート・トランペットなどの生楽器や電子楽器をサンプリングしたPCM音源を搭載し、さらにEWI USBと同じ機能を有したUSB-MIDIコントローラーでもある。サンプリング音源はマルチサンプリング(楽器の特性で音色や息のノイズの入り方が変化する部分でそれぞれサンプリングを行う)とすることで生楽器に近い表現を可能にしている。またアナログモデリング音源もサンプリングしているため、4000シリーズには及ばないが「シンセらしさ」も残されている。
タッチセンサーのキャリブレーションがオートチューニングとなったり、背面上部のつまみでフィルタのカットオフやレゾナンス、エフェクト（リバーブ/コーラス）の調整も行えるようになった。
外観デザインに大きな変更はなく、EWI4000sのマウスピースとキャップはそのまま使用可。
大きなポイントとしては、
- リチウムイオン電池を内蔵（交換可能）し、最大約6時間の演奏が可能。充電はUSB経由（付属のACアダプタを使用）で行う。電池交換の煩雑さは無くなったものの、電池の性質上長期間充電しないままだと過放電状態となり再充電ができなくなる（その場合の背面デジタル表示は「88」）最悪のケースではEWI本体のメーカー修理となるので注意が必要。
- 電源スイッチはプッシュスイッチ（モーメンタリ）となり、1秒間押下すると電源ON、長押しで電源OFFとなる。これに伴い、オートパワーオフ機能が装備された。初期は約10分間無操作でシャットダウンされる仕様だったが、ファームウェアアップデートによりシャットダウン時間をOFF、10分、20分、30分から選択可能になった。
- USB(B)端子が装備され、USB-MIDIとしてコンピュータへ接続することが可能。この場合、エディター（Win/Mac用、別途EWIの公式サイトからダウンロード要）がDAWソフトやコンピュータに接続した外部シンセモジュールの仲介役となる（エディターがEWIのMIDI信号やセンサー類の管理・調整を兼任しているため）。MIDI-IN端子は廃止されたがMIDI-OUT端子は残されており、機能は限定されるが30x0m系を含めた外部MIDI音源ユニットのコントロールが可能となっている(4000系も同様)。さらに音源やDAWアプリをインストールしたスマートフォンやタブレット等に接続し[6]USBデバイス化することで端末をベースにした演奏や音楽編集が可能となっている。
- ワイヤレストランスミッターを内蔵（本体背面のスイッチでON/OFF切り替え可）、付属のレシーバーでオーディオ出力（ステレオ）をワイヤレスで送信することが可能。またワイヤレスレシーバーは、USB-Audio機能も持っており、PCへ接続した際にオーディオインターフェース（16Bit/44.1kHz/2ch）としても機能する（USB-MIDIは非対応）。ワイヤレス機能を搭載した事により技適機器となったため、資格を持たない者が本体を分解すると違法送信局となる。
- 音色のエディットはエディターを用いて行う。プリセット100音色をベースにエディットしたものを、本体側のUSERバンクへ100種類保存可能。本体側では、背面つまみで設定した値をUSERバンクへ保存可能。

### EWI Solo
2020年9月3日発売。
EWIシリーズ初のスピーカー内蔵モデル。従来よりも丸みを帯びた外観となった。スピーカーを搭載した分、全体の長さは長くなり、持った時のバランス調整のためかタッチセンサーのレイアウトがやや下方に変更されている。またパラメータ確認のための画面は7セグメント×2からOLEDディスプレイに変更された。
- EWI5000との共通仕様：リチウムイオン電池駆動、マウスピース、USB MIDI、LINE出力、ヘッドホン出力、運指
- 音色はPCM音源の200種類で、EWI5000にはなかった弦楽器などが追加されている。また4個のFAVボタンに音色を登録でき、瞬時に音色を変えられるようになった。
- AUX IN端子が追加され、外部音源を内蔵スピーカーから出力することが可能になっており、同時演奏ができる。